# Leptolalax sabahmontanus
Leptolalax sabahmontanus é uma espécie de anfíbio anuros da família Megophryidae. Está presente em Malásia. A UICN classificou-a como em perigo de extinção.